# Millettia pseudoracemosa
Millettia pseudoracemosa är en ärtväxtart som beskrevs av Krishnamurthy Thothathri och S.Ravik. Millettia pseudoracemosa ingår i släktet Millettia och familjen ärtväxter. Inga underarter finns listade i Catalogue of Life.